# Vícenice (Třebíči járás)
Vícenice település Csehországban, a Třebíči járásban. Vícenice Dolní Lažany, Jakubov u Moravských Budějovic, Bohušice és Lukov településekkel határos. Lakosainak száma 199 fő (2024. január 1.).

## Népesség
A település lakosságának változását az alábbi diagram mutatja:
| Lakosok száma | 282  | 231  | 295  | 230  | 207  | 215  | 196  | 186  | 190  | 199  |
|               | 1869 | 1900 | 1921 | 1961 | 1980 | 2011 | 2016 | 2019 | 2021 | 2024 |